# Kurier Stanisławowski
Kurier Stanisławowski – czasopismo o charakterze informacyjno-politycznym, które ukazywało się w Stanisławowie (obecnie Iwano-Frankiwsk) od 4 kwietnia 1886.
Nr 1335 (9 kwietnia 1911) został dedykowany ku 25-leciu czasopisma.

## Redaktorzy

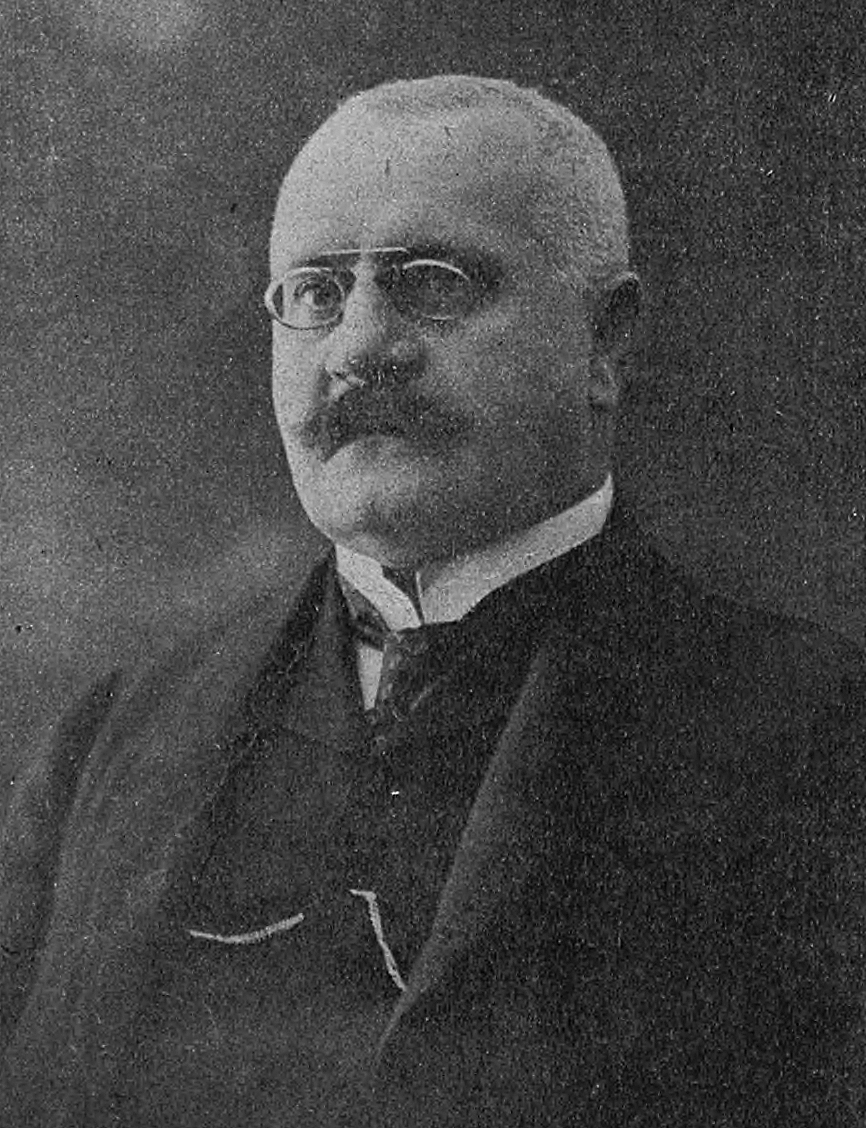
Red. Józef Wierzejski

- dr Artur Nimhin[2], burmistrz Stanisławowa[3]
- Józef Wierzejski
- Henryk Cepnik
- Stanisław Chowaniec (współredaktor, administrator)